# Фурмановський сільський округ
Фу́рмановський сільський округ (каз. Фурманов ауылдық округі, рос. Фурмановский сельский округ) — адміністративна одиниця у складі Аркалицької міської адміністрації Костанайської області Казахстану. Адміністративний центр та єдиний населений пункт — село Фурманово.
Населення — 1199 осіб (2021; 1530 (2009; 1515 у 1999, 1206 у 1989).
Станом на 1989 рік існувала Фурмановська сільська рада (село Фурманово) у складі Аркалицького району.